# Josef-August Fitz
Josef-August Fitz (9 de janeiro de 1910 - 1 de janeiro de 1977) foi um oficial austríaco que serviu no Deutsches Heer durante a Segunda Guerra Mundial. Foi condecorado com a Cruz de Cavaleiro da Cruz de Ferro com Folhas de Carvalho.

## Condecorações
| Medalha dos Sudetos com Barra do Castelo de Praga                | 31 de outubro de 1939  |
| Cruz de Ferro (1939) 2ª Classe                                   | 29 de setembro de 1939 |
| Cruz de Ferro (1939) 1ª Classe                                   | 23 de outubro de 1942  |
| Distintivo de Feridos (1939) em Preto                            |                        |
| Distintivo de Feridos (1939) em Prata                            |                        |
| Distintivo de Feridos (1939) em Ouro                             | 21 de dezembro de 1942 |
| Distintivo Geral de Assalto                                      | 21 de abril de 1941    |
| Distintivo de Combate Fechado em Bronze                          |                        |
| Distintivo de Combate Fechado em Prata                           |                        |
| Medalha da Frente Oriental                                       |                        |
| Cruz de Cavaleiro da Cruz de Ferro                               | 11 de dezembro de 1942 |
| Cruz de Cavaleiro da Cruz de Ferro com Folhas de Carvalho nº 511 | 24 de junho de 1944    |